# Bjørneungen Ursula
|  | Denne artikel er oprettet af botten Steenthbot ud fra en ekstern database. Den kan derfor have sproglige fejl eller mangler. Denne skabelon kan fjernes efter kontrol af indholdet. |

Bjørneungen Ursula er en dansk dokumentarfilm fra 1954 instrueret af Olaf Böök Malmstrøm.

## Handling
Filmen følger Zoologisk Haves berømte alaskabjørn Ursula, fra den som ganske lille, nyfødt unge bliver sat i pleje hos mennesker, gennem dens opvækst, indtil den som voksen bjørn anbringes i et bur i haven sammen med en anden bjørn.